# Schtschurowskia
Schtschurowskia är ett släkte av flockblommiga växter. Schtschurowskia ingår i familjen flockblommiga växter.
Kladogram enligt Catalogue of Life:
| Schtschurowskia | \| \| Schtschurowskia margaritae \| \| \| \| \| \| Schtschurowskia meifolia \| \| \| \| \| \| Schtschurowskia pentaceros \| \| \| \| |
|                 | \| \| Schtschurowskia margaritae \| \| \| \| \| \| Schtschurowskia meifolia \| \| \| \| \| \| Schtschurowskia pentaceros \| \| \| \| |
|                 | Schtschurowskia margaritae |
|                 | |
|                 | Schtschurowskia meifolia |
|                 | |
|                 | Schtschurowskia pentaceros |
|                 | |